# Carex godfreyi
Carex godfreyi är en halvgräsart som beskrevs av Robert Francis Cox Naczi. Carex godfreyi ingår i släktet starrar, och familjen halvgräs. Inga underarter finns listade i Catalogue of Life.